# 孟選侍
選侍孟氏（せんじ もうし、? - 1641年）は、明の福王朱常洵の側室。

## 経歴
万暦年間、福王朱常洵の邸に入り、選侍（皇子の側室）となった。万暦36年（1608年）9月2日、福王の長女を産んだ。しかし万暦37年（1609年）6月22日、長女は夭折した。
崇禎14年正月20日（1641年3月1日）、李自成は洛陽を占領し、翌日朱常洵が殺害された。孟氏は首を吊って自殺した。

## 伝記資料
- 『崇禎長編』
- 『福王長女墓誌銘』